# Лабораторија за пчелињак
Лабораторија за пчелињак, чешће називана пчелињаком, је истраживачка лабораторија на Универзитету Масачусетс Амхерст. Првобитно изграђен за проучавање пчела и пчеларства, данас се првенствено користи за проучавање домаћих врста опрашивача и хемикалија и патогена који утичу на њихову популацију. Ова академска зграда је јединствена по томе што је заслужна као прва у Сједињеним Државама која је подигнута искључиво за наставу пчеларства.
Пре изградње зграде, Пољопривредни колеџ Масачусетса је неколико година одржавао програм пчеларства као један од првих пољопривредних колеџа који су предавали ову тему у Сједињеним Државама. Временом су технике у пчеларству напредовале, остављајући пчеларство више не само као хоби, већ као одржив пољопривредни посао.  Програм колеџа је остао ограничен на један краћи курс током неколико година, али је проширен, међутим, када је 1911. године усвојен закон о оснивању канцеларије „државног инспектора за пчелињаке“. Др Бартон Н. Гејтс, човек који је први пут постављен на ову позицију био је и предавач пчеларства на факултету у то време, и надгледаће ширење програма као предности колеџа и услуге држави у годинама које долазе. У фебруару је почела изградња пчелињака 1911. и са његовим завршетком у јуну следеће године за укупну цену од 3000 долара.  У то време зграда је садржала лабораторију, подрум за зимовање, дрвну радионицу, канцеларију са опсежном библиотеком пчеларских књига, просторије за вађење меда и воска и двособан стан који су користили студенти станари.  То је такође била прва структура изграђена у воћњаку колеџа, делу кампуса који је сада познат као Централна стамбена област.
У време док је Гејтс био тамо, истраживања су се углавном фокусирала на производњу меда, болести легла, екстракцију воска и хортикултурно опрашивање у индустрији краставаца и брусница.  Од 1913. до 1920. лабораторијом је такође управљао надзорник Џон Л. Бајард, кога је Гејтс ангажовао да свакодневно одржава објекте, као и да обавља вађење воска и друге услуге пчеларима из целе државе. Након Гејтсове оставке 1918. године, школа је престала да нуди летњу школу пчеларства, многе од својих државних саветодавних услуга, а колеџ је прошао кроз неколико различитих професора пре него што је запослио Френка Р. Шоа као новог професора пчеларства 1931. Са Шоовим пензионисањем 1969. године, лабораторија је поново посвећена урбанистичким и медицинским ентомолошким истраживањима, при чему је некадашњи пчеларски програм пао у релативну опскурност.
Пчелињак се тренутно користи искључиво за истраживање опадања аутохтоних опрашивача и екологије, а последњи часови пчеларства на универзитету су предавани пре скоро деценију. Зграда се тренутно налази на универзитетској листи "одложи и не реинвестирај", што сугерише да ће на крају бити демонтирано у неком тренутку у блиској будућности.

## Историја

### Порекло пчеларског програма
Од раних дана свог оснивања као Пољопривредни колеџ Масачусетса,  Емхерст је током већег дела своје историје одржавао пчеларство и еколошке студије пчела. Године 1870. прве кратке курсеве о пчеларству предавао је на колеџу Алонзо Бредли Еск., стручњак за понашање пчела и у то време председник Удружења пчелара Масачусетса. Ова предавања су одржана током неколико година које су уследиле и изгледа да су „прва инструкција из овог предмета дата на било ком пољопривредном колеџу у овој земљи“, као што је навео ХТ Ферналд у свом извештају о историји колеџа. Само две деценије раније западни Масачусетс је био дом Лоренца Лангстрота, човека који се сматра оцем модерног пчеларства. Иако је провео већи део свог времена развијајући своју иновативну кошницу (сада се сматра међународним стандардом) у Филаделфији, 1852. преселио се у Гринфилд у Масачусетсу да би се опоравио од болести и наставио са проучавањем понашања пчела. Следеће године објавио је свој надалеко цењени буквар, The Hive and the Honey-Bee у Хопкинс, Bridgeman & Co. штампи у Нортхамптону.;  ова књига, након што је од тада доживела неколико издања, постала је ослонац америчке пчеларске литературе. Један од Лангстротових шегрта, Џејмс Фитс Вуд, наставио је да ради као предавач пчеларства на пољопривредном колеџу неколико година. Током овог периода наставио је да даје значајан допринос у узгоју матица и постао је познат у пчеларској заједници по развоју соја нарочито послушних италијанских пчела. Упркос успеху у академској заједници и пчеларству, Вуд, нажалост, није доживео оснивање школског пчелињака, преминуо је након тешке болести у фебруару. 15, 1905. у 44. години 

### Изградња пчелињака
Идеја о пчелињаку у кампусу прво је замишљена са искључивом сврхом опрашивања воћњака у кампусу. Међутим, у време када су објекти изграђени, председник Кењон Л. Батерфилд и његова администрација су у њему видели и схватили много већу сврху и потенцијал него што се раније сматрало. Отприлике у то време пчеларство се сматрало новим пословним подухватом који се иначе сматрао хобијем или споредним послом фармера много деценија раније. 
Као што је већи део пионирског рада у пчеларству настао у Новој Енглеској, Масачусетс је био једна од првих држава која је створила „државног инспектора пчелињака“. Човек који је први водио пчеларски програм УМас-а, др Бартон Н. Гејтс, такође је био први који је попунио ову позицију. Као први професор на пчелињаку, првобитно је био ангажован на пола радног времена да одржи серију предавања као гостујући говорник током пролећног семестра 1906. године. Тако ће се наставити све до 1910. године, када га управа ангажује за сталног члана факултета, а упоредо са тим гради и нову пчеларску лабораторију, опремљену свим савременим садржајима свог времена.  Видели су прилику коју имају, да даље истражују болести и екологију медоносне пчеле, нешто чиме се до тада никада није тако темељно бавила јавна високошколска организација.
Године 1911. разбијена је земља на месту „старе зграде кремаре“  у подножју Маунт Плезент за нову зграду пчелињака и дворишта,  а до јуна следеће године зграда је завршена за укупан трошак од 3000 долара. У време његовог завршетка, терен је садржао неколико врста аутохтоног цвећа које даје нектар и био је дом за педесет пчелињих колонија више раса.   Сама зграда је садржала просторије за вађење воска и меда, подрум за зимовање, канцеларију са обимном библиотеком пчеларских књига, дрвну радионицу, лабораторију и двособан стан у коме су боравили ученици домари. 
Како је пчелињак постао истраживачка лабораторија, учионица и саветодавна служба држави, потражња за овим услугама је порасла и стога је постало неопходно одржавање додатних кошница. Из ових разлога је 1913. др Гејтс ангажовао Џона Л. Бајарда за надзорника пчелињака. Неке од Бајардових одговорности укључивале су вађење воска, вођење пчеларске изложбе колеџа на сајмовима и одржавање дворишта кошница из дана у дан.
Наставиће да одржава зграду, опрему и кошнице све до своје смрти 1920. године; професори Хенри Т. Ферналд и Артур И. Борн ће наставити његов рад све до доласка његовог наследника следеће године. Гејтс је 1915. године унапређен из асистента у ванредног професора и наставио да ради и као предавач и као пчелар у експерименталној станици. Од 1913. до 1914. постављен је за председника Националног удружења пчелара, два пута је био домаћин конгреса у Емхерсту на којима су завршена зимска и пролећна седница колеџа пчеларске школе.  Међутим, 1918. напустио је Емхерст да би постао професор на Пољопривредном колеџу Онтарија у Гвелфу, остављајући своју бившу позицију отвореном две године које су уследиле. Гејтсове и Бајардове дужности ће у наредној деценији преузети неколико различитих људи. Од 1921. до 1923. сав пчеларски и апиолошки рад на Огледној станици преузео је професор Норман Филипс, који је убрзо дао отказ због посла на комерцијалном пчелињаку. Заменио га је професор Мортон Х. Кесиди, бивши студент колеџа, који је остао још 3 године, али је на крају морао да поднесе оставку због тешке астме. Године 1926. Клејтон Л. Фарар је постављен за инструктора пчеларства. Фарар, који је дипломирао на Пољопривредном колеџу у Канзасу, такође је обавио опсежан рад на неколико ентомолошких пројеката као истраживачки асистент пре него што је 1931. отишао да ради у савезној лабораторији.

## Савремена историја
У периоду од само једне деценије, лабораторију на пчелињаку су водила 4 различита члана факултета све док коначно, 1931. године, није био ангажован нови и сталнији инструктор апиологије, Френк Р. Шо. Шо, тадашњи студент, раније је био ангажован 1930. као помоћник ентомолога на експерименталној станици колеџа, али са Фараровом оставком, његове одговорности су се промениле када је почео да предаје курсеве из пчеларства и екологије опрашивача. Године 1935. добио је титулу „Инструктора економске ентомологије и пчеларства“ док је упоредо завршио докторат. ентомологије на Универзитету Корнел. 1944. Шо је отишао да учествује у Другом светском рату. На крају ће бити унапређен из инструктора у доцента 1954. године . УМас би наставио да нуди курсеве пчеларства и одржавао одељење за пчеларство на одељењу за ентомологију све до 1970-их, међутим изгледа да никада није био ангажован други надзорник да замени Бирда и чини се да је већи део проширења за државне пчеларе престао. Професор Шо је наставио са коаутором свеобухватног уџбеника о пчеларству и екологији са апиологом УЦ Давис Џоном Екертом. Овај уџбеник,  са намером да замени истоимени пчеларски текст познатог пчелара ЕФ Филипса, биће објављен у укупно седам издања од 1960. до 1977. године. Шо је отишао у пензију 1969. године у 61. години, био је први и последњи „професор пчеларства“ који је то учинио пошто је та позиција одмах потом укинута. Након његовог пензионисања, одсек за ентомологију је основао студентски фонд за стипендије на Шоово име. 
Од касних 1970-их до средине 1990-их, лабораторија је поново посвећена медицинској и урбаној ентомологији, при чему је професор Џон Едман водио пројекте о комарцима као векторима, а професор Рон Прокопи се фокусирао на контролу штеточина у воћњаку. 1982. године подрум за зимовање у подруму лабораторије преуређен је у лабораторије, а радионица измештена у гаражу поред зграде која је изграђена исте године. 
Од 2005. године на Пчелињаку се налази део Лабораторије за медицинску зоологију (ЛМЗ) под руководством др Стивена Рича. ЛМЗ користи лабораторијски простор за проучавање крпеља и комараца вектора заразних болести.

## Истраживања
Катедра за ентомологију урадила је више студија из области пчеларства, хемијске екологије, хортикултурног опрашивања и понашања пчелињих и бумбарских друштава. Иако су одређена истраживања рађена на пчелињацима, већина података је морала бити прикупљена са већим бројем колонија на различитим огледним станицама. Данас се лабораторија користи за спровођење истраживања о опадању нативних опрашивача за Пољопривредни пројекат координисаних опрашивачима

### Одабране публикације
- Gates, Burton Noble (1908). Bee Diseases in Massachusetts. Massachusetts Agricultural Experiment Station. OCLC 632090550.
- Ferrar, Clayton Leon (1931). A measure of some factors affecting the development of the bee colony. Massachusetts State College. OCLC 14982766.
- Shaw, Frank Robert (1938). Bees for the beginner (in Massachusetts). Amherst, MA: Massachusetts State College Extension Service. OCLC 18718351.
- Savos, Milton George (1954). A study of some of the physical factors influencing the sugar concentration of nectar. Amherst, MA: University of Massachusetts. OCLC 15183228.
- Sutherland, Donald J. (1957). The effect of certain modern pesticides on Apis mellifera L. and Bombus spp. Amherst, MA: University of Massachusetts. OCLC 15187508.
- Lupien, John R. (1960). The effects of Sevin, alone and in fungicidal combinations, and DDT on the honey bee, Apis mellifera L. Amherst, MA: University of Massachusetts. OCLC 14960318.
- Grahame, Robert Edward (1967). The comparative toxicity of selected organic phosphate and carbamate insecticides to the honey bee. Amherst, MA: University of Massachusetts. OCLC 15037242.
- Pan, Zhiliang (1997). The culture of bee forage crops. Amherst, MA: University of Massachusetts Amherst. OCLC 39669471.

## Курс
У деценији након изградње зграде, одржано је више курсева из пчеларства и понашања пчела. Године 1911. било је 20 пчелињих друштава у власништву колеџа, као и неколико које је факултет позајмио, а у летњем семестру на колеџу се предавао програм од пет предмета. У року од пет година колеџ је саставио 50 кошница и обимну колекцију пчеларских књига и опреме. У години која је уследила одржана је летња школа пчеларства састављена од пет предмета који су се предавали претходних година уз додатак часа хортикултуре: 

1. Практично пчеларство. Предавања: лабораторијске вежбе из општег рада пчелара; опрема за пчеларство, пракса у припреми материјала, локација пчелињака; почетак рада са пчелама, руковање пчелама, вежбање у пчеларском поступку; пролећна манипулација, припрема јесени, зимовање; производња екстрахованог меда; болести пчела и њихово лечење, санација пчелињака; прављење прираста, елементи узгоја матица и др.
2. Живот пчеле. Предавања
3. Посебни проблеми пчелара. Предавања: демонстрације у рематичењу, трке пчела, увођење матица; ројење и руковање ројевима, производња меда у саћу, непријатељи пчела.
4. Усеви које хране пчеле. Предавања: екскурзије.
5. Однос пчела према опрашивању биљака, укључујући обојеност, мирис, лучење нектара. Предавања: Лабораторијски радови из структуре и дисекције цветова.
6. Пчеле у хортикултурној пракси ; воћарство, баштованство, култура бруснице и узгој краставаца у стакленицима; пчеларство на које утиче пракса прскања. Предавања: теренски рад.
Од 1920-их до 1970-их, лабораторија је коришћена углавном за факултетска и постдипломска истраживања, са два курса студентима основних студија у уводном и напредном пчеларству, као и једним курсом који се нуди јавности током лета.  У пролећним полугодиштима 2001. и 2002. године било је кратко време када је понуђен уводни курс из пчеларства, међутим, реорганизацијом одељења за ентомологију ова настава је од тада престала.

## Архитектура и пејзаж
Иако је сада окружен дрвећем и другим академским зградама, пчелињак је у време изградње био окружен њивама и воћњацима. Ране фотографије показују да је двориште кошнице првобитно било 2 хектара величине, који се протеже неколико стотина стопа јужно од данашњих граница имања у ономе што је од тада прерасло у стамбено насеље.   Сама зграда је уграђена у страну Маунт Плезанта, при чему је цела источна страна њеног подрума потпуно прекривена земљом. Овај дизајн „ наслоњене штале “ је вероватно коришћен да омогући лак транспорт палета кошница из дворишта до подрума за зимовање, док је алтернативно омогућио да се температура у згради лакше контролише за њихово складиштење.  
Зграда тренутно има две мансарде на супротним странама крова, али изгледа да ниједан није део првобитне структуре. Старије фотографије из 1918. приказују кров без икаквих прозора што имплицира да су додани касније. Као најистакнутија дизајнерска карактеристика зграде, кров Гамбрела је касније утицао на Луиса Ворена Роса, архитекту и студента колеџа, у његовом дизајну студентског дома Батерфилд који је једно време био једина друга зграда на брду. Пошто су Апијари и Батерфилд Хол једине две зграде у кампусу које излажу овај архитектонски мотив, чини се вероватним да је ово уграђено у потоњи дизајн да допуни први.

## Белешке
1. ↑  Није познато да ли је колеџ користио ову зграду или је то био само остатак првобитних фарми које су некада заузимале земљиште кампуса. Иако за сада нису пронађене детаљне фотографије, на Викимедијиној остави се могу наћи рани цртеж кремаре из годишњака.
2. ↑  Eckert, John E. & Frank R. Shaw. Beekeeping. Macmillan Publishing Company: New York, NY.